# Un triomphe
(da "Un triomphe: Godot tendance zonzon")
Un triomphe è un film del 2020 diretto da Emmanuel Courcol. Il regista aveva scoperto la storia di Jan Jönson dal documentario del 2005 Les Prisonniers de Beckett mostratogli dal suo produttore Marc Bordure. Il film trae ispirazione dai fatti realmente accaduti nel 1985 da cui era già stato estratto il film del 1999, Breaking out di Daniel Lind Lagerlöf. Passato in TV con il titolo "Un anno con Godot".

## Trama
Il film racconta una storia ispirata a fatti realmente accaduti. Un amico propone un laboratorio teatrale in carcere a Jönson ribatezzato Étienne, un attore in difficoltà che, per sbarcare il lunario, accetta l'incarico. Nonostante la riluttanza iniziale, Etienne creerà un rapporto unico con gli attori apprendisti.
Questo ha un'intuizione: metterà in scena l'opera teatrale di Samuel Beckett Aspettando Godot, che lui stesso aveva interpretato venticinque anni prima. Per convincere gli scettici, aveva portato l'argomento che nessuno sa cosa vuol dire aspettare meglio dei carcerati. Preparare Jordan, Moussa, Kamel, Patrick e Alex nel teatro dell'assurdo non sarà un compito facile. Ma l'avventura sarà scandita da grandi momenti di comicità, anche grazie all'eccellenza del cast.

## Remake
- Grazie ragazzi